# Bruce Payne
Bruce Martyn Payne (22 de noviembre de 1958, Londres) es un actor y productor inglés. Nació en Woking (Surrey) pero creció en New Haw. Se empezó a interesar por la actuación a una edad temprana. A los 14 años le diagnosticaron una variedad poco grave de espina bífida, por lo que a los 16 años tuvo que permanecer ingresado en el hospital durante seis meses después de ser operado.
Fue miembro del Brit Pack de la década de 1980. Se le conoce por sus papeles de villano, entre los que destaca como Charles Rane en Pasajero 57, como Jacob Kell en Highlander: Endgame y como Damodar en Mazmorras y Dragones y Mazmorras y Dragones: La Ira del Dios Dragón. Sus papeles destacados como héroe son como Frankie en Kounterfeit, Dr. Burton en Silence Like Glass y el panadero mayor en Britannic.
Desde 1979 hasta 1981, Payne asistió a la Academia Real de Arte Dramático (RADA), donde se graduó con honores.

## Vida personal
Bruce Payne (productor y protagonista) es muy querido, respetado y reconocido en todo el mundo. Conocido en la industria como un profesional consumado. Mr P, originalmente formado en RADA donde obtuvo el premio de Edmund gris de alta comedia (Mr Payne ganó 6 en total), antes de refinar su arte en el escenario y en largometrajes como Principiantes junto a David Bowie y otrora colaborador de Steven Berkoff. (Teatro:-"Oeste y griego") Conocido sobre todo por interpretar a Charles Rane en el thriller de acción Pasajero 57 frente a Wesley Snipes y también por sus papeles en Highlander: Endgame, Mazmorras & dragones y Falsificación con Hilary Swank. También apareció en Por la reina y el país con Denzel Washington y El interruptor con Ellen Barkin. Más recientemente se ha visto a Bruce con Jon Voight, Ethan Hawke y Selena Gomez en Warner Bros Escapada y 2015 en la película francesa "Joven Pérez": Director Jacques Ouaniche, basada en la verdadera historia del campeón del mundo Víctor Pérez y también para Director Stephen Reynolds Venganza y de Jonnie Malachi desglose y creadores-el pasado, con Gerard Depardieu Director Beppe Zaia-ArtUniverse Italia.

## Filmografía

### Como actor
- Creators: The Past (2016) como Lord Kal
- Infamous (2015)
- Victor Young Perez (2014) como el comandante Heinrich Schwarz
- Vendetta (2013) como Rooker
- Asylum (2013) como el teniente Sharp
- Getaway (2013) como hombre distinguido
- Tales of the Supernatural (2012) como Priest
- Re-Kill (2012) como Winston
- Greystone Park (también conocida como The Asylum Tapes) (2012) como voz demoníaca
- Carmen's Kiss (2011) como Michael
- Prowl (2011) como Bernard
- Dance Star (2010) como Harry
- Brothel (2008) como ladrón
- Messages (2007) como el doctor Robert Golding
- Dungeons & Dragons: Wrath of the Dragon God (2005) como Damodar
- One Point O (2004) como el vecino
- Miss Marple. Némesis (2004) como Michael Rafiel
- Hellborn (también conocida como Asylum of the Damned) (2003) como el doctor McCort
- Newton's Law (2003)
- Apocalypse Revelation (también conocido como San Giovanni – L'apocalisse) (2002) como Domitian.
- Steal (también conocida como Riders) (2002) como el teniente Macgruder
- Ripper (2001) como Marshall Kane
- Never Say Never Mind: The Swedish Bikini Team (2001) como Mr. Blue
- Dungeons & Dragons (2000) como Damodar
- Highlander: Endgame (2000) como Jacob Kell
- Warlock III: The End of Innocence (1999) (V) como The Warlock / Phillip Covington
- Sweepers (1999) como el doctor Cecil Hopper
- Ravager (1997) como Cooper Wayne
- No Contest II también conocida como Face the Evil II (1997) como Jack Terry
- Kounterfeit (1996) como Frankie
- Aurora: Operation Intercept (1995) como Gordon Pruett
- One Tough Bastard también conocida como One Man's Justice (1995) como Karl Savak
- Necronomicon (1994) como Edward De Lapoer (parte 1)
- The Cisco Kid (1994) como el general Martin Dupre
- Full Eclipse (1993) como Adam Garou
- Passenger 57 (1992) como Charles Rane
- Switch (1991) como el diablo
- Aullidos 6 (Howling VI: The Freaks, 1991) como R. B Harker
- Pyrates (1991) (acreditado como Bruce Martyn Payne) como Liam
- Zwei Frauen también conocida como Silence Like Glass (1989) como el doctor Burton
- For Queen and Country (1989) como Colin
- The Fruit Machine también conocida como Wonderland (1988) como Echo
- Solarbabies (1986) como Dogger
- Smart Money (1986) como Lawrence MacNiece
- Absolute Beginners (1986) como Flikker
- Billy the Kid and the Green Baize Vampire (1985) como T.O. (The One)
- Oxford Blues (1984) como Peter Howles
- The Keep (1983) como guardia fronterizo #2
- Privates on Parade (1982) como el sargento aviador Kevin Cartwright

### Como productor
- Lowball (1997) (productor ejecutivo)

### Como director
- Greek (1993)
- Macbeth (1982)